# Finská florbalová liga (ženský florbal)
Finská florbalová liga žen (F-liiga) je nejvyšší ženskou florbalovou soutěží ve Finsku.
V lize hraje 12 týmů. Vítěz soutěže má právo reprezentovat Finsko na Poháru mistrů.
Nejúspěšnějším týmem ligy s deseti tituly a aktuálním mistrem ze sezóny 2024/2025 je Classic.

## Systém soutěže
V základní části, která se koná přibližně od září do března, se všechny týmy dvakrát utkají každý s každým (celkem 22 kol). Každý tým hraje 11 zápasů v domácím prostředí a 11 zápasů v soupeřově prostředí.

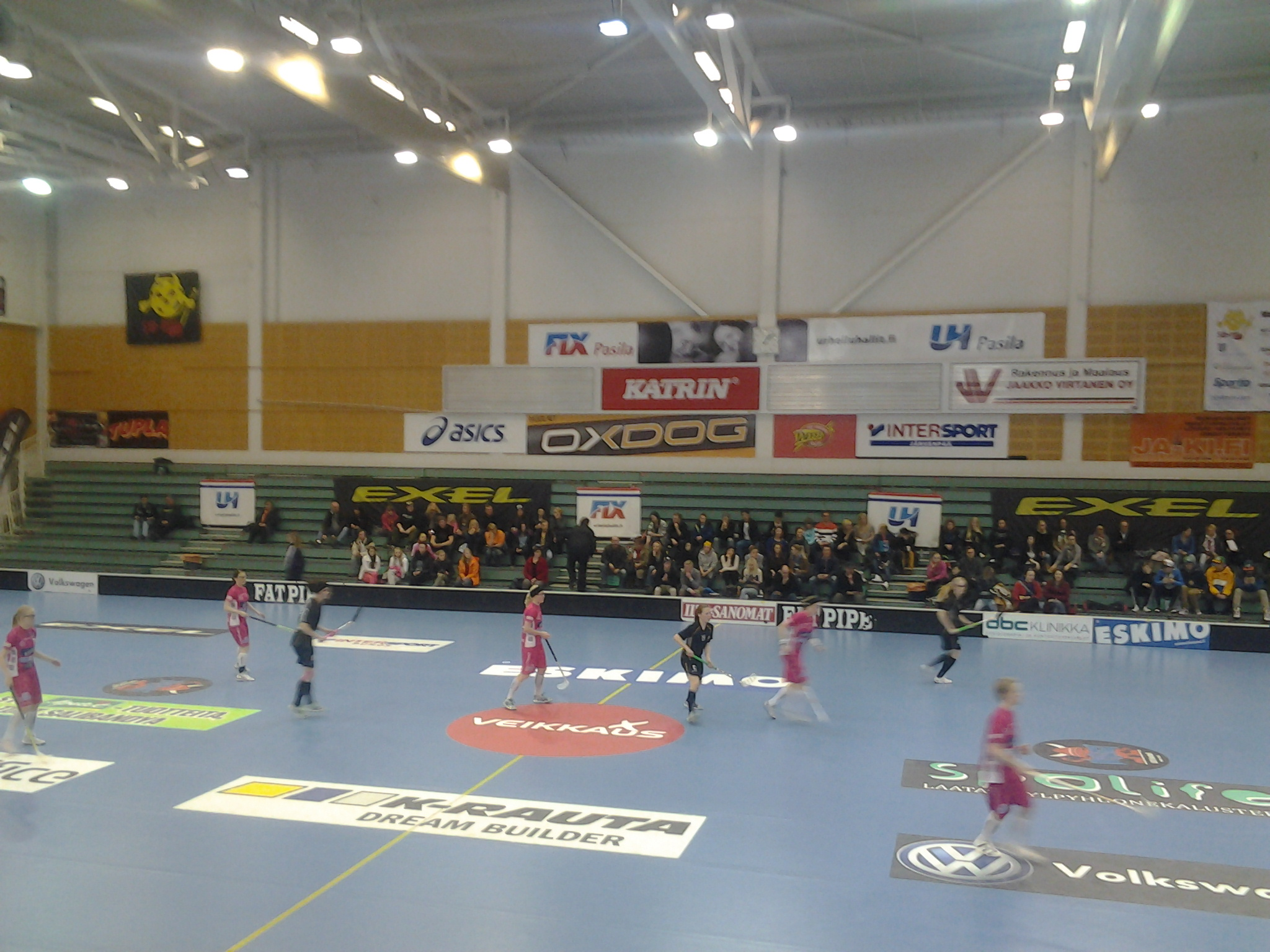
Finálový zápas sezóny 2013/2014 mezi týmy SB-Pro a Classic.

Po skončení základní části postupuje prvních osm týmů do čtvrtfinále play-off, které začíná většinou v březnu a vrcholí v dubnu. Pro čtvrtfinále si první tři týmy postupně volí soupeře z druhé čtveřice. Dvojice pro semifinále a finále jsou určené pořadím v základní části. Čtvrtfinále a semifinále se hrají na tři vítězné zápasy, finále na pět. Poražení semifinalisté hrají jeden zápas o bronz.
Poslední dva týmy hrají baráž proti šesti nejlepším týmům nižší soutěže (Divari).

## Historie
Liga byla založena jako Salibandyn naisten SM-sarja (česky: Finské mistrovství ve florbalu žen) v roce 1988 Finskou florbalovou federací (SSBL). Další název, Naisten Salibandyliiga, byl představen pro sezónu 2000/2001 a její současný název pro sezónu 2020/2021.
Od sezóny 2015/2016 přešla liga na systém Superfinále, jediného zápasu o titul. Ale po třech letech se vrátila zpět k finálové sérii.

## Týmy soutěže
Týmy v sezóně 2024/2025:
- ÅIF (Söderkulla)
- Classic (Tampere)
- EräViikingit (Helsinky)
- FBC Loisto (Turku)
- Koovee (Tampere)
- O2-Jyväskylä (Jyväskylä)
- PSS (Porvoo)
- SaiPa (Lappeenranta)
- SB-Pro (Nurmijärvi)
- SSRA (Oulu)
- TPS (Turku)
- Welhot (Kuopio)

## Přehled medailistů
| Sezóna    | Zlato                                                 | Stříbro                                               | Bronz                                                 |
| --------- | ----------------------------------------------------- | ----------------------------------------------------- | ----------------------------------------------------- |
| 1988/1989 | BET                                                   | NGD                                                   | VÅSC                                                  |
| 1989/1990 | S.C. Dalmac                                           | BET                                                   | Ylhäs                                                 |
| 1990/1991 | S.C. Dalmac                                           | SAPA                                                  | Happee                                                |
| 1991/1992 | Erä I                                                 | BET                                                   | SAPA                                                  |
| 1992/1993 | Erä I                                                 | Top Gun                                               | M/s ICS                                               |
| 1993/1994 | Oilers                                                | Erä I                                                 | Josba                                                 |
| 1994/1995 | Erä I                                                 | Josba                                                 | Erä III                                               |
| 1995/1996 | Erä III                                               | Josba                                                 | Happee                                                |
| 1996/1997 | Erä III                                               | Josba                                                 | Happee                                                |
| 1997/1998 | VFT                                                   | Erä III                                               | Josba                                                 |
| 1998/1999 | VFT                                                   | Erä III                                               | HIFK                                                  |
| 1999/2000 | Erä III                                               | HIFK                                                  | Josba                                                 |
| 2000/2001 | HIFK                                                  | Classic                                               | SPV                                                   |
| 2001/2002 | HIFK                                                  | VFT                                                   | Classic                                               |
| 2002/2003 | Classic                                               | SSV                                                   | Erä III                                               |
| 2003/2004 | VFT                                                   | Erä III                                               | Classic                                               |
| 2004/2005 | Tiikerit                                              | Erä III                                               | NST                                                   |
| 2005/2006 | NST                                                   | Classic                                               | Oilers                                                |
| 2006/2007 | Erä III                                               | NST                                                   | PSS                                                   |
| 2007/2008 | Classic                                               | PSS                                                   | NST                                                   |
| 2008/2009 | Classic                                               | Happee                                                | NST                                                   |
| 2009/2010 | Classic                                               | SB-Pro                                                | NST                                                   |
| 2010/2011 | Classic                                               | NST                                                   | SB-Pro                                                |
| 2011/2012 | Classic                                               | SB-Pro                                                | NST                                                   |
| 2012/2013 | Classic                                               | SB-Pro                                                | OLS                                                   |
| 2013/2014 | SB-Pro                                                | Classic                                               | Happee                                                |
| 2014/2015 | Classic                                               | SB-Pro                                                | NST                                                   |
| 2015/2016 | NST                                                   | Classic                                               | SB-Pro                                                |
| 2016/2017 | Classic                                               | SB-Pro                                                | PSS                                                   |
| 2017/2018 | SB-Pro                                                | Classic                                               | EräViikingit                                          |
| 2018/2019 | SB-Pro                                                | PSS                                                   | Koovee                                                |
| 2019/2020 | Sezóna předčasně ukončena z důvodu Pandemie covidu-19 | Sezóna předčasně ukončena z důvodu Pandemie covidu-19 | Sezóna předčasně ukončena z důvodu Pandemie covidu-19 |
| 2020/2021 | PSS                                                   | SB-Pro                                                | SSRA                                                  |
| 2021/2022 | TPS                                                   | PSS                                                   | EräViikingit                                          |
| 2022/2023 | TPS                                                   | Classic                                               | PSS                                                   |
| 2023/2024 | TPS                                                   | Classic                                               | FBC Loisto                                            |
| 2024/2025 | Classic                                               | TPS                                                   | EräViikingit                                          |

| Tým                  | Tituly | Sezóny |
| -------------------- | ------ | --- |
| Classic              | 10     | 2002/2003, 2007/2008, 2008/2009, 2009/2010, 2010/2011, 2011/2012, 2012/2013, 2014/2015, 2016/2017, 2024/2025 |
| Erä III Helsinki     | 4      | 1995/1996, 1996/1997, 1999/2000, 2006/2007                                                                   |
| TPS                  | 3      | 2021/2022, 2022/2023, 2023/2024                                                                              |
| SB-Pro               | 3      | 2013/2014, 2017/2018, 2018/2019                                                                              |
| VFT Vantaa           | 3      | 1997/1998, 1998/1999, 2003/2004                                                                              |
| Erä I Helsinki       | 3      | 1991/1992, 1992/1993, 1994/1995                                                                              |
| NST Lappeenranta     | 2      | 2005/2006, 2015/2016                                                                                         |
| HIFK Helsinki        | 2      | 2000/2001, 2001/2002                                                                                         |
| S.C. Dalmac Helsinki | 2      | 1989/1990, 1990/1991                                                                                         |
| PSS                  | 1      | 2020/2021 |
| Tiikerit Vantaa      | 1      | 2004/2005 |
| Oilers Espoo         | 1      | 1993/1994 |
| BET Jyväskylä        | 1      | 1988/1989 |

## České medailistky
- Hana Koníčková (NST Lappeenranta – 2016 )
- Denisa Ratajová (SB-Pro – 2016 , 2017 , 2018 )
- Hana Sládečková (SB-Pro – 2016 )